# Emma Chapman
 (août 2024).
Pour les articles homonymes, voir Chapman.
Emma Olivia Chapman (née Woodfield) est une physicienne britannique et une chercheuse Dorothy Hodgkin de la Royal Society à l’Imperial College London. Ses recherches portent sur la réionisation. Elle a remporté le prix Athena de la Royal Society en 2018,. En novembre 2020, Chapman publie son premier livre, First Light: Switching on Stars at the Dawn of Time.

## Jeunesse et éducation
Chapman a obtenu un Master of Physics (en) à l’université de Durham en 2010,. Elle a terminé son doctorat, Seeing the Light: Foreground Removal in the Dark and Dim Ages, à l’University College de Londres. Elle a remporté le prix de thèse Chris Skinner du département de physique et d’astronomie de l’University College de Londres. Chapman s’est inquiétée de la culture du doctorat et de son impact sur les femmes.

## Recherche et carrière
Après son doctorat, Mme Chapman est restée à l’University College de Londres en tant que chercheuse postdoctorale financée par le Square Kilometre Array. Chapman a reçu une bourse de recherche de la Royal Astronomical Society en 2013. En 2014, elle a remporté le Jocelyn Bell Burnell Medal and Prize (en) de l’Institute of Physics. En 2018, Chapman a reçu une bourse Dorothy Hodgkin de la Royal Society.
Ses recherches portent sur la réionisation (le moment de l’univers où les étoiles ont commencé à rayonner de lumière). Chapman travaille avec le LOFAR,,.
En 2017, Chapman a été vivement distinguée par le programme L'Oréal-UNESCO Pour les Femmes et la Science. Elle a été conférencière invitée au festival des sciences de Cheltenham (en). Elle a parlé de la première ère des étoiles lors du New Scientist Live 2018,.
Chapman a intenté avec succès un procès contre l’University College de Londres pour harcèlement sexuel par l’intermédiaire du cabinet d’avocats d'Ann Olivarius (en). Elle a réglé l’affaire pour 70 000 £ et a ensuite fait campagne contre l’utilisation d’ordonnances de non-divulgation ou de « accords de non-divulgation ». À la suite de sa campagne, l’University College de Londres a abandonné les accords de non-divulgation.

### The 1752 Group
Elle a parlé des préjugés scientifiques à la Royal Institution, à la Wellcome Collection et à la BBC,,,. Chapman est membre de The 1752 Group, un groupe de lobbying visant à mettre fin au harcèlement sexuel entre le personnel et les étudiants dans le milieu universitaire,. Elle a été l’une des principales conférencières sur le sujet lors de la conférence internationale de l’Union internationale de physique pure et appliquée pour les femmes en physique. Elle s’est associée à la Union nationale des étudiants (en) pour mener une enquête sur le harcèlement sexuel entre le personnel et les étudiants. Ils ont constaté qu’il y avait des fautes généralisées dans l’enseignement supérieur et que les institutions ne soutenaient pas suffisamment les victimes.

### Publications
Chapman est l’auteur d’un livre :
- (en) First Light: Switching on Stars at the Dawn of Time, Bloomsbury Sigma, 2020 (ISBN 978-1472962928, OCLC 1139379900)

### Prix et distinctions
En 2018, Chapman a reçu le prix Athena de la Royal Society pour son travail visant à mettre fin au harcèlement sexuel et à l’intimidation entre le personnel et les étudiants dans le milieu universitaire.

## Vie personnelle
Chapman a eu son premier enfant au cours de la dernière année de son doctorat.